# Alfred Karindi
Alfred Karindi (ur. 30 maja 1901 w Kõnnu, zm. 13 kwietnia 1969 w Tallinnie) – estoński organista i kompozytor.

## Życiorys
Uczył się w Szkole Muzycznej w Tartu, gdzie pobierał lekcje gry na organach u Johannesa Kärta oraz kompozycji u  Heino Ellera.  W 1931 roku ukończył eksternistycznie Państwowe Konserwatorium w Tallinnie, jego nauczycielami byli tam August Topman i Artur Kapp.
Pracował jako nauczyciel muzyki w szkole podstawowej w Tartu (1921–1927), Szkole Muzycznej w Tartu (1925–1928) oraz Uniwersytecie w Tartu (1928–1932). W latach 1940–1950 oraz 1954-1969 był wykładowcą w Państwowym Konserwatorium w Tallinnie, od 1944 roku kierował wydziałem teorii muzyki. Wśród jego studentów byli m.in. Aime Tampere, Giennadij Podelski oraz Ira Trilljärv. 
W 1950 roku po plenum Komunistycznej Partii Estonii doszło do czystki, która miała również znaczny wpływ na funkcjonowanie w Konserwatorium. Wielu wykładowców zostało zmuszonych do odejścia z powodów ideologicznych, a trzech, w tym Alfred Karindi, zostało aresztowanych. Alfred Karindi zestał wysłany do obozu w Mordowii, gdzie przebywał do 1954 roku.
Prowadził chóry w Tartu i w Tallinnie.  Jako organista grał m.in. w kościele św. Karola w Tallinnie (1933-1940 oraz 1948).